# Chega, Stop, Pare Com Isso
Chega, Stop, Pare Com Isso é o terceiro compacto da cantora Mara Maravilha, lançado no ano 1984.

## Lista de faixas
| N.º | Título                       | Compositor(es)        | Duração |  |
| 1.  | "Chega, Stop, Pare Com Isso" | Ruban Sandra Pêra     | 3:26    |  |
| 2.  | "Oitava Maravilha"           | Dalto Cláudio Rabello | 3:48    |  |